# Pulvermaar
Pulvermaar è un lago craterico che si trova a nel comune di Gillenfeld, nel Land della Renania-Palatinato, circondario del Vulkaneifel.
Un terreno tufaceo in una torbiera vicino allo Strohner Maar fu attribuito al Pulvermaar, ma esso è anche più antico del Pulvermaar. Le prime ricerche palinologiche condotte sul terreno tufaceo ne hanno individuato l'età, così come per il Pulvermaar, in 10.050 anni. Studi più recenti però mostrano una origine del lago craterico nell'ultima glaciazione da 20.000 a 30.000 anni fa.
Il cratere quasi circolare ha ripide pareti ad imbuto. Il lago si trova ad un'altezza di 411 m s.l.m. e con la sua profondità massima di quasi 72 m è il più profondo del Vulkaneifel. Con un diametro di circa 700 m ed una superficie a pelo d'acqua di circa 38,48 ha è anche il più esteso dei crateri dello Eifel.
Esso è il decimo nella classifica dei laghi della Germania per profondità. Si valuta che il Pulvermaar avesse originariamente una profondità di 200 m.
Il cratere sulla sua parte in terra è circondato da boschi, attraverso i quali un sentiero corre intorno al lago. Sulla riva orientale vi si trova uno stabilimento balneare.

## Note

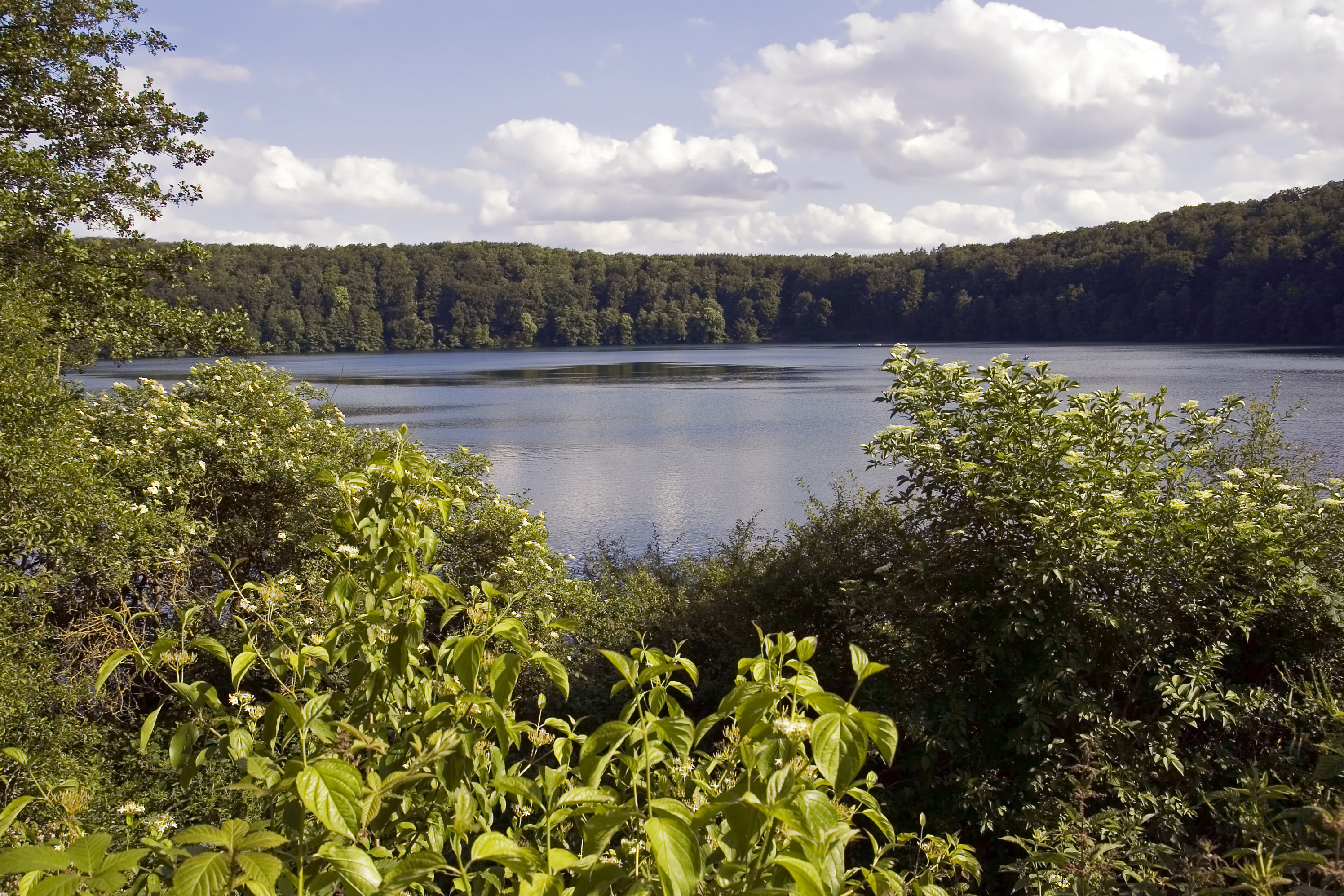
Il Pulvermaar all'inizio della primavera